# Ali Murad Davudi
Ali Murad Davudi (1922-1979) fue un iraní bahaí miembro del órgano de gobierno nacional de los bahaíes de Irán. Fue catedrático en la Universidad de Teherán, en el departamento de filosofía. En 1979, durante una oleada de persecuciones dirigida a los bahá’ís, fue secuestrado y se supone que probablemente fue víctima de una ejecución de estado.

## Primeros años y educación
Ali Murad Davudi nació en la pequeña aldea de Shams-Abad, en el Azerbaiyán iraní en 1922. Era nieto del monarca Fath Alí Shah Qayar por parte de madre, y su padre era el nieto del comandante de Georgia. Con diez años de edad, Davudi se trasladó a Tabriz, en donde vivió durante ocho años. Después de finalizar sus estudios de bachillerato en Tabriz, viajó hasta Teherán, donde ingresó en la universidad de magisterio para estudiar educación, literatura y filosofía; se licenció al cabo de tres años. A partir de entonces viajó a varias ciudades para enseñar literatura persa. Mientras estaba en Zanjan se casó con Malikih Afagh Iranpoor a la edad de 31; tuvieron dos hijos y tres hijas.
En 1955, con 33 años de edad, Davudi se trasladó de nuevo a Teherán para estudiar filosofía en la Universidad de Teherán mientras combinaba sus estudios con su trabajo a jornada completa de maestro de escuela. Después se fue a vivir un año Francia para mejorar su nivel de francés, el cual utilizó más tarde para traducir muchos textos filosóficos en dicho idioma. En 1964 consiguió su PhD con una tesis en filosofía de Aristóteles y Descartes y fue invitado a unirse al profesorado de la Universidad de Teherán, en donde llegó a ser catedrático. Hosein Nasr, un reputado catedrático iraní de la Universidad George Washington, incluyó a Davudi entre el escaso número de filósofos destacados en Irán. Llegó finalmente a ser presidente del departamento de filosofía de la universidad hasta poco después de la Revolución iraní. Durante su carrera académica escribió muchos trabajos sobre la historia de la filosofía griega e islámica, además de escribir artículos sobre filosofía y teología bahaí. También tradujo muchos obras filosóficas del francés al persa, que fueron publicadas por la prensa de la Universidad de Teherán.

## Vida bahaí
Davudi era bahaí de toda la vida. En 1973 fue elegido para formar parte de la Asamblea Espiritual Nacional Bahaí (AEN), institución de gobierno nacional para los bahaíes de Irán. Un año más tarde fue elegido como secretario de este órgano, que requería viajar por todo el país, lo cual le quitó tiempo para su trabajo académico. Además de su tarea administrativa, también sirvió en comités nacionales de publicación editorial, y en 1976 ayudó a establecer el Instituto de Estudios Bahaíes Avanzados para promocionar la erudición e investigación bahaí, una iniciativa propuesta por la Casa Universal de Justicia, la institución de gobierno mundial para los bahaíes. Davudi desarrolló gran parte del plan de estudios del Instituto, el cual incluía clases de filosofía y misticismo con énfasis en el estudio primario de los textos en vez de los comentarios.
El catedrático Davudi ofreció regularmente clases de estudio bahaí para la juventud teheraní de esta confesión, y en escuelas de verano a lo largo de todo el país. Habitualmente acudía al estudio de grabación para grabar lecturas, que distribuía en cintas a la comunidad bahaí. Algunos de sus escritos sobre temas bahaíes tales como el Rango de Bahá'u'lláh y la Divinidad y Unicidad, que estudian algunos de los aspectos fundacionales de la religión. También escribió ensayos de las enseñanzas bahá'ís sobre la vida después de la muerte, el significado de la libertad, el libre albedrío y el determinismo, el rango del hombre, la oración, el alma, la filosofía, el estudio de la historia, ciencia y religión y la no involucración en política. Muchos de sus trabajos fueron publicados en periódicos bahá’ís en Irán.

## Después de la revolución iraní
Después de la Revolución iraní en 1979, la Sociedad de Estudiantes Musulmanes declaró al Catedrático Davudi «antiislámico y antirrevolucionario»; miembros del grupo militante islámico se reunían fuera de su casa, hasta que se encontró con que no podía continuar con su trabajo como catedrático y renunció a la universidad. Después de la revolución iraní la persecución de los bahaíes se intensificó, y Davudi era uno de los miembros más visibles de la Asamblea Espiritual Nacional, la cual tuvo que defender los derechos de sus miembros de cara al gobierno. Como secretario de la AEN también interactuó regularmente con la comunidad bahaí a través de cartas y charlas, alentándoles a ser pacientes con la persecución y a coordinar sus esfuerzos de auxilio. Su hija, que no vivía en Irán, temiendo por la vida de su padre, viajó hasta allí pocos meses después de la Revolución y le pidió que se fuera con ella a Estados Unidos o a Canadá. Mientras era consciente del peligro al que se estaba enfrentando, Davudi rehusó, anteponiendo las necesidades de la comunidad bahaí de Irán.

## Desaparición
El 11 de noviembre, de 1979, mientras estaba andando solo en un parque cerca de su casa en Teherán, Davudi fue secuestrado y no se le volvió a ver nunca más. El periódico Liberation Front publicó el titular Dr. Davudi, Catedrático Universitario, es Secuestrado. Mientras que el Gobierno iraní negó cualquier implicación, tres guardas revolucionarios admitieron más tarde que el Catedrático Davudi había sido secuestrado por una orden del gobierno. Se le da por muerto.